# Tam o'Shanter
Tam o'Shanter (1791) je básnická povídka skotského preromantického básníka Ronerta Burnse. Báseň je považována za Burnsovo mistrovské dílo a za vrcholné dílo svého žánru v britské literatuře.

## Vznik básně
Báseň byla napsána roku 1790 v době Burnsova hospodaření na statku Ellisland nedaleko přístavního města Dumfries. Předlohou pro ní byly tří lidové pověsti z okolí Burnsova rodného města Alloway. Burns báseň napsal pro anglického lexikografa Francise Grose, který mu slíbil, že do svého díla The Antiquities of Scotland (Skotské starožitnosti) zařadí zříceninu allowayského kostela (Alloway Kirk), pokud k jeho kresbě poskytne příběh o čarodějnicích. Báseň s kresbou kostela pak skutečně ve Skotských starožitnostech vyšla, ještě před tím byla však roku 1791 otištěna ve skotských periodikách Edinburgh Magazine a Edinburgh Herald a roku 1793 zařazena do třetího vydání autorovy básnické sbírky Poems, Chiefly in the Scottish Dialect (Básně převážně ve skotském dialektu). Zde byly z básně vyškrtnuty satirické narážky na právníky a kněze.

## Obsah básně
Báseň je uvedena mottem převzatým z překladu Aeneidy od skotského renesančního básníka Gavina Douglase „Of Brownyis and of Bogillis full is this Buke“ („Tato kniha je plná strašidel a čertů“) a vypravuje příběh obyčejného venkovana Tama o'Shantera, který se setká s čarodějnicemi. V textu básně lze rozlišit dvě prolínající se stylové a jazykové vrstvy – vlastní vyprávění v obecné skotštině a komentáře a reflexe autorského vypravěče ve skotské angličtině, které jsou typické pro nastupující romantismus.

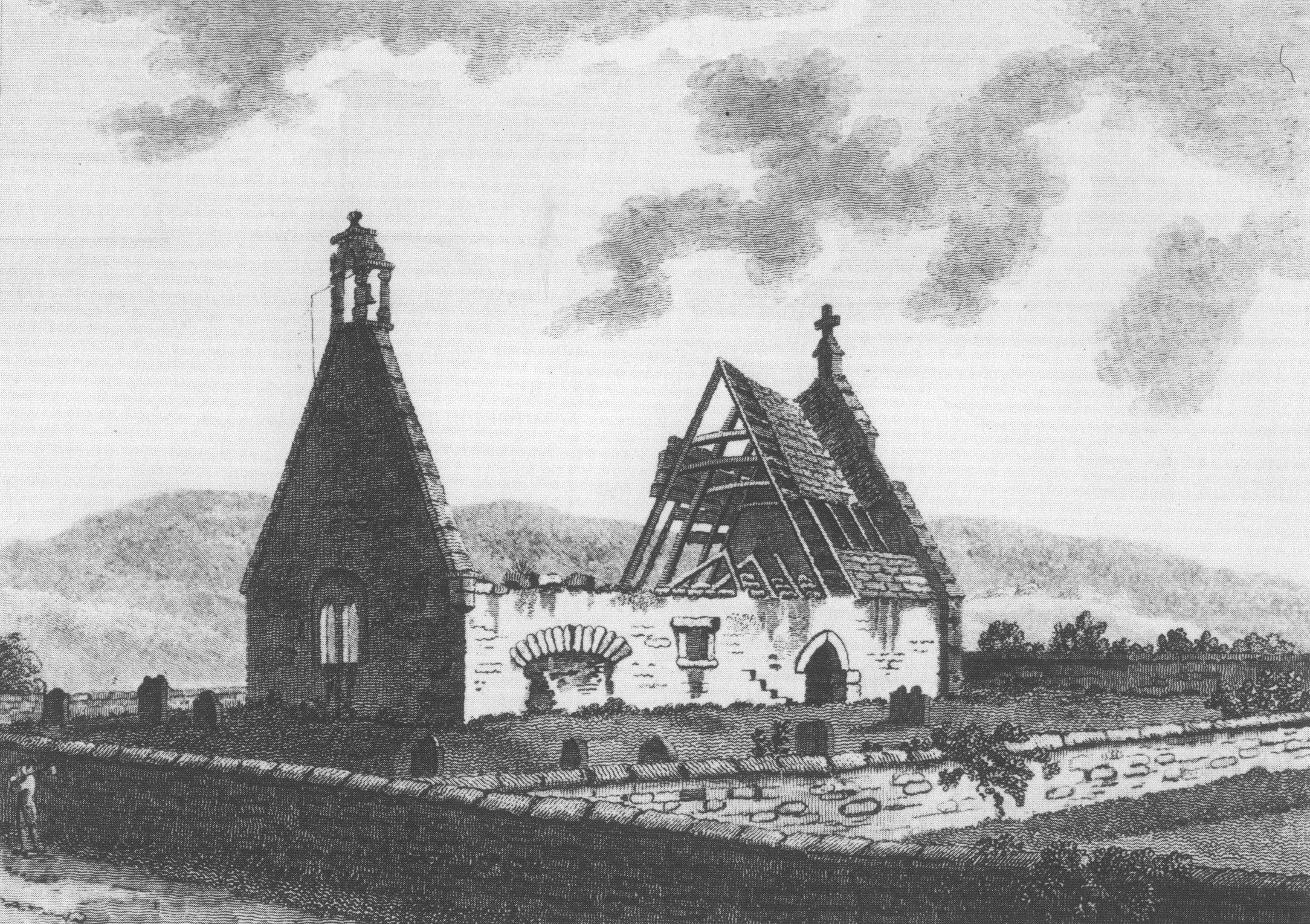
Allowayský kostel (Alloway Kirk) ze Skotských starožitností z roku 1797

Tam o'Shanter je podle jeho manželky „darmošlap a blábolivý, zpitý chlap“). Jak měl ve zvyku, zůstal po skončení jarmarku v Ayru v místní hospodě. Domů se vracel v podnapilém stavu temnou nocí na své klisně Meg a nic si nedělal z bouře ani ze zříceniny allowayského kostela opředeného strašidelnými povídačkami, před kterou jej jeho manželka varovala.
Dul vítr jako pekla měch,
déšť tlouk' se větru na křídlech,
švih blesků hltán temna tůní,
hrom dlouze, dutě hřmí a duní:
v tu noc, to mohlo děcko znát,
že čert si bude práce dbát.
Doon proudí před ním jeden val
a v bouři hučí lesy v dál,
blesk poltí nebe kříž a kříž
a hrom se valí blíž a blíž,
když, hle, skrz kvílných stromů řad
chrám Allowayský vidět plát;
co puklina, jen hořet zdá se
a rej a checht z něj rozléhá se.

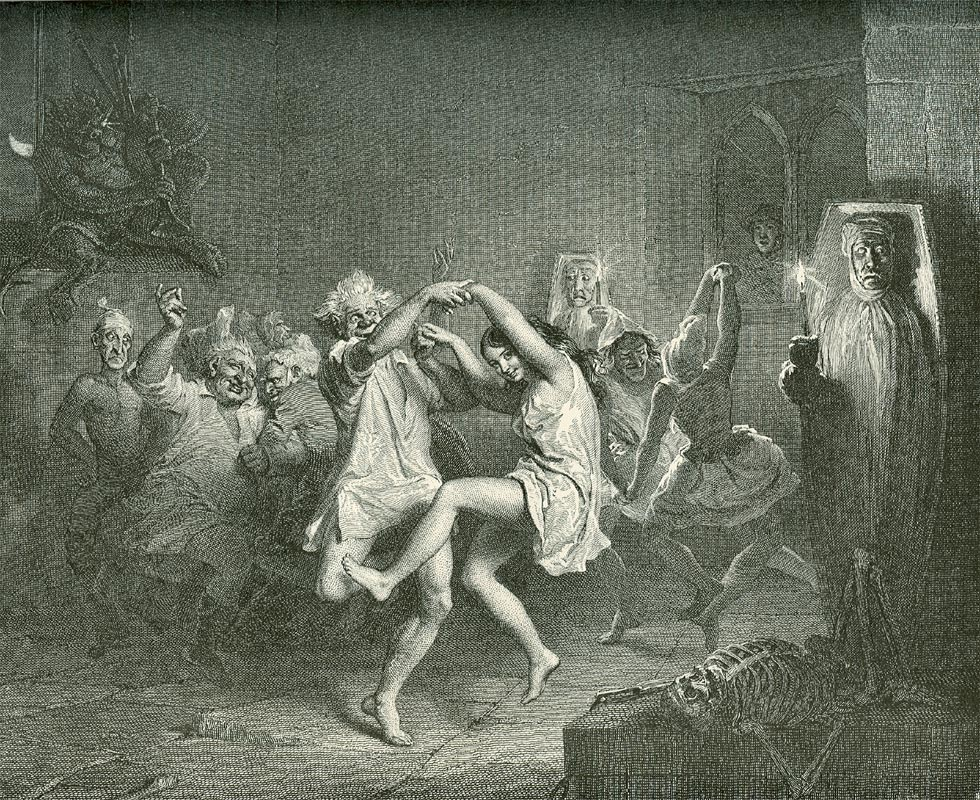
Ilustrace Johna Faeda z roku 1892

Tam ve své opilosti nikterak nedbal na rej pekelných orgií, který se z kostela, zářícího do noci, ozýval. Naopak kurážně ke kostelu zajel a stal se svědkem půlnočního reje čarodějnic, k němuž jim hrál ďábel na dudy. 
To čarodějek divý shon
zde tančí, však ne cotillion,
leč v krok a skok a hej a rej
se s každou točí čaroděj;
na římse v okně chlupatý
sám Ďábel seděl rohatý,
pes černý, velký, v očích rud
a z pekelných jim hraje dud;
z těch píská to a vříská v chrám,
že otřásá se každý trám.

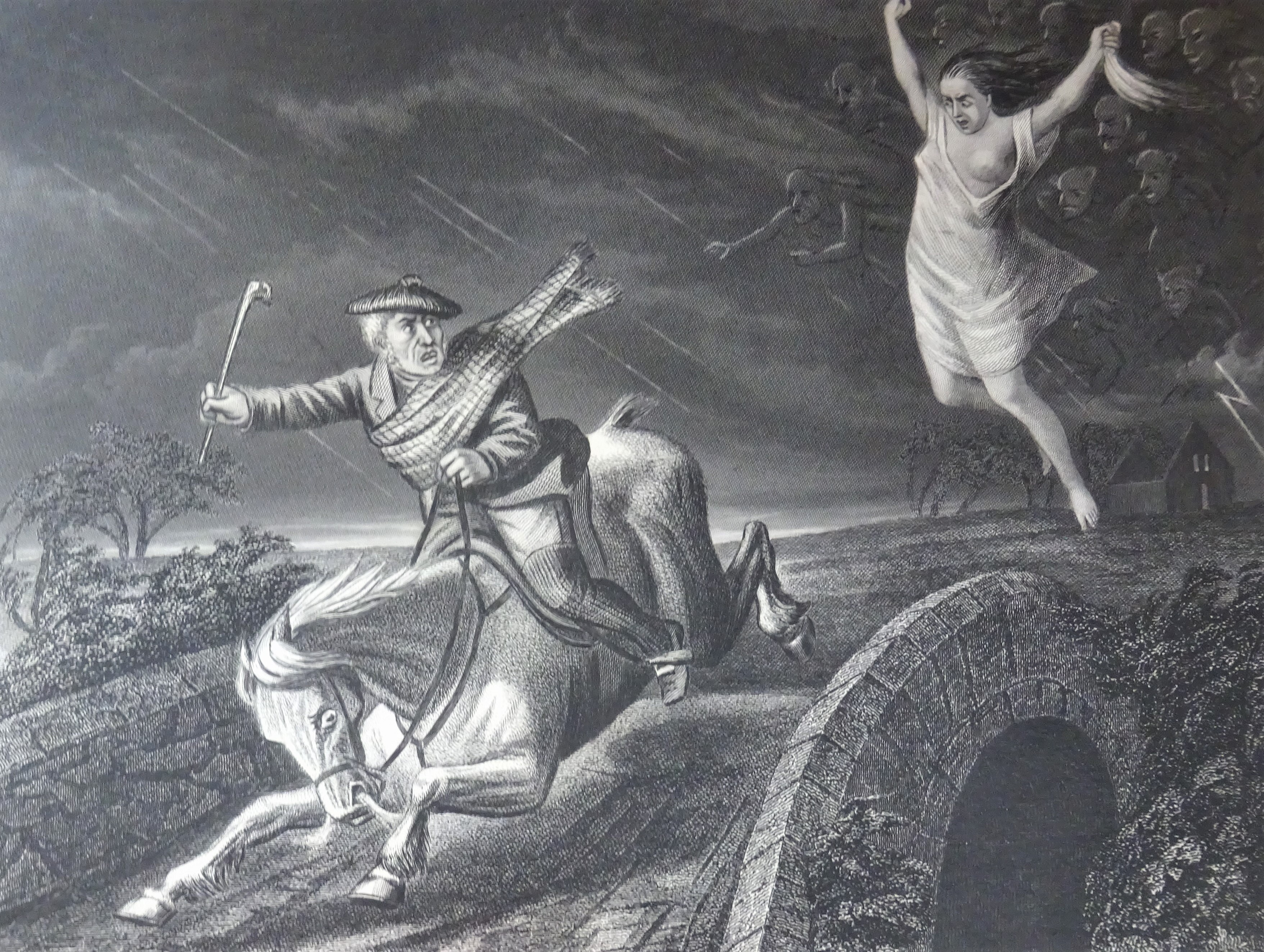
Ilustrace G. Cooka z 1881

Jedna z čarodějnic, mladá „hezoučká kůstka“ právě přijatá do pekelného sesterstva, vzrušila svými půvaby, které nedokázala zakrýt krátká košilka z dětských let, Tama natolik, že „ztratil rozum jednou ranou a vzkřiknul: »Sláva, Košilko!«“ Tím přerušil pekelný rej a čarodějnice jej začaly pronásledovat. Tam se zachránil jen o vlásek, protože čarodějnice se nemohly dostat dál, než do poloviny allowayského mostu. Meg ale tuto záchranu zaplatila svým ocasem, který jí čarodějnice utrhly. Báseň končí parodií mravního poučení. 
Teď, pravdivý kdo čteš ten děj,
syn otce, matky, pozor dej,
ať na sklenku si na chvilku,
neb krátkou myslíš košilku,
jak drahý žert je takový,
ber příklad s klisny Tamovy.

## Česká vydání
- Tam o'Shanter, Světozor 1869, přeložil Edmund Břetislav Kaizl.
- Výbor z písní a ballad, Praha: Jan Otto 1892, přeložil Josef Václav Sládek, výbor obsahuje mimo jiné i báseň Tam o'Shanter.
- Písně a balady, Praha: SNKLHU 1959, přeložil Josef Václav Sládek, výbor obsahuje mimo jiné i báseň Tam o'Shanter.
- Darebné verše Roberta Burnse, Praha: SNKLU 1963, přeložil Jiří Valja, výbor obsahuje mimo jiné i báseň Tam o'Shanter.